# Радеч
Радеч (пол. Radecz, нім. Seifersdorf) — село в Польщі, у гміні Бжег-Дольний Воловського повіту Нижньосілезького воєводства.
Населення — 386 осіб (2011).
У 1975-1998 роках село належало до Вроцлавського воєводства.

## Демографія
Демографічна структура станом на 31 березня 2011 року:
|          | Загалом | Допрацездатний вік | Працездатний вік | Постпрацездатний вік |
| -------- | ------- | ------------------ | ---------------- | -------------------- |
| Чоловіки | 209     | 59                 | 134              | 16                   |
| Жінки    | 177     | 34                 | 109              | 34                   |
| Разом    | 386     | 93                 | 243              | 50                   |